# محوطه قارقابازاری
محوطه قارقابازاری مربوط به دوره اشکانیان - دوره هخامنشی است و در شهرستان مشگین‌شهر، بخش ارشق، دهستان ارشق شمالی، روستای قانلی بولاغ واقع شده و این اثر در تاریخ ۱۲ دی ۱۳۸۶ با شمارهٔ ثبت ۲۰۴۰۶ به‌عنوان یکی از آثار ملی ایران به ثبت رسیده است.